# An-Nászir abbászida kalifa
An-Nászir (1158 – 1225. október 2. vagy 6.) abbászida kalifa 1180-tól haláláig.
Édesapját, al-Musztadit követte a trónon. Hosszú uralkodása jórészt azzal telt, hogy megpróbálta visszaállítani a kalifaság hatalmát, figyelmét pedig keletre fordította. Nyugaton ebben az időben Szaladin egyiptomi szultán folytatott harcokat a keresztesekkel, és An-Nászir többszöri kérelmére sem küldött neki segítséget.
Ennek ellenére keleten a Szeldzsuk Birodalom összeomlása a kalifa kezére játszott, így az bizonyos mértékben kiterjeszthette hatalmát.
An-Nászir 45 éves uralkodás után, 67 évesen hunyt el. Utóda fia, az-Záhir lett.